# Disperse Orange 3
Disperse Orange 3 ist ein Monoazofarbstoff aus der Gruppe der Dispersionsfarbstoffe, der unter anderem im Textilbereich zum Färben oder als Tätowierfarbe/Permanent Make-up  eingesetzt wird.

## Eigenschaften
Der Farbstoff ist als allergisierend bekannt. Das Bundesinstitut für Risikobewertung (BfR) hat mit der Stellungnahme Nr. 041/2012 die Empfehlung ausgesprochen, Disperse Orange 3 nicht mehr zu verwenden.

## Regulierung
Die Verwendung von Disperse Orange 3 ist in Deutschland seit 1. Mai 2009 über die Tätowiermittel-Verordnung als Permanent Make-up bzw. Tätowierfarbe verboten.